# Tiberius Claudius Sollemnius Pacatianus
Tiberius Claudius Sollemnius Pacatianus (fl. 225/235) était un homme politique de l'Empire romain.

## Vie
Fils d'un Claudius, il était frère de Claudia, femme d'un Lucius Ovinius, les parents de: Lucius Ovinius Pacatianus, fl. 225, marié avec Cornelia Optata Aquilia Flavia, fille de Gnaeus Cornelius Aquilius Orfitus et de sa femme Tarrutenia, les parents d'Ovinia Paterna, femme de Lucius Clodius Tineius Pupienus Bassus; et d'Ovinia, femme de Lucius Caesonius Lucillus Macer Rufinus.
Il était légat en Arabie en 225/235. Une inscription d'Aquae Sulis le mentionne peut être.
Il était probablement le père ou l'oncle de l'usurpateur Tiberius Claudius Marinus Pacatianus.